# 12e Match des étoiles de la Ligue nationale de hockey
Match précédent Match suivant
Le 12e Match des étoiles de la Ligue nationale de hockey fut tenu le 4 octobre 1958 dans le domicile des Canadiens de Montréal, le Forum de Montréal.
Les Canadiens l'emportèrent par la marque de 6 à 3 aux dépens des étoiles de la LNH.

## Effectif

### Canadiens de Montréal
- Entraîneur-chef : Toe Blake.

Gardiens de buts
- 01 Jacques Plante.

Défenseurs :
- 02 Doug Harvey.
- 10 Tom Johnson.
- 21 Ian Cushenan.

Attaquants :
- 04 Jean Béliveau, C.
- 05 Bernard Geoffrion, AD.
- 06 Ralph Backstrom, C.
- 09 Maurice Richard, AD.
- 12 Dickie Moore, AD.
- 14 Claude Provost, AD.
- 15 Ab McDonald, AG.
- 16 Henri Richard, C.
- 18 Marcel Bonin, AG.
- 20 Phil Goyette, C.
- 22 Don Marshall, AG.
- 23 André Pronovost, AG.

### Étoiles de la LNH
- Entraîneur-chef : Milt Schmidt ; Bruins de Boston.

Gardiens de buts :
- 01 Glenn Hall ; Blackhawks de Chicago.

Défenseurs :
- 03 Marcel Pronovost ; Red Wings de Détroit.
- 04 Bill Gadsby ; Rangers de New York.
- 05 Red Kelly ; Red Wings de Détroit.
- 14 Fern Flaman ; Bruins de Boston.
- 19 Doug Mohns ; Bruins de Boston.
- 24 Dollard Saint-Laurent ; Blackhawks de Chicago.

Attaquants
- 07 Red Sullivan, C ; Rangers de New York.
- 08 Andy Bathgate, AD ; Rangers de New York.
- 09 Gordie Howe, AD ; Red Wings de Détroit.
- 10 Alex Delvecchio, C ; Red Wings de Détroit.
- 11 Jerry Toppazzini, AD ; Bruins de Boston.
- 12 Camille Henry, C ; Rangers de New York.
- 15 Billy Harris, C ; Maple Leafs de Toronto.
- 16 Dick Duff, AG ; Maple Leafs de Toronto.
- 17 Ed Litzenberger, AD ; Blackhawks de Chicago.
- 18 Don McKenney, C ; Bruins de Boston.

## Feuille de match
| No                                                                                              | Score            | Équipe           | Buteur (Passeur(s))             | Temps            |                  |
| Première période                                                                                | Première période | Première période | Première période                | Première période | Première période |
| ----------------------------------------------------------------------------------------------- | ---------------- | ---------------- | ------------------------------- | ---------------- | ---------------- |
| 1                                                                                               | 1-0              | Montréal         | M. Richard (Harvey - Moore)     | 9:19 AN          |                  |
| 2                                                                                               | 2-0              | Montréal         | Geoffrion (H. Richard)          | 16:20            |                  |
| Pénalité : Henry (LNH) Changement illégale 7:29 ; Harvey (Mtl) interférence 11:41.              |                  |                  |                                 |                  |                  |
| Deuxième période                                                                                |                  |                  |                                 |                  |                  |
| 3                                                                                               | 3-0              | Montréal         | Marshall (Provost)              | 2:33 DN          |                  |
| 4                                                                                               | 4-0              | Montréal         | H. Richard (Talbot - Moore)     | 5:08             |                  |
| 5                                                                                               | 4-1              | LNH              | Pulford (Toppazzini - Harris)   | 11:39            |                  |
| Pénalité : Turner (Mtl) retenu 2:24                                                             |                  |                  |                                 |                  |                  |
| Troisième période                                                                               |                  |                  |                                 |                  |                  |
| 6                                                                                               | 4-2              | LNH              | Bathgate (Litzenberger - Henry) | 3:55             |                  |
| 7                                                                                               | 5-2              | Montréal         | McDonald (Provost - Marshall)   | 7:43 AN          |                  |
| 8                                                                                               | 5-3              | LNH              | Bathgate (Pulford - Sullivan)   | 13:54 AN         |                  |
| 9                                                                                               | 6-3              | Montréal         | M. Richard (Moore - H. Richard) | 16:04            |                  |
| Pénalité : Mohns (LNH) accroché 4:25 ; Duff (LNH) trébuché 7:36 ; Provost (Mtl) accroché 12:52. |                  |                  |                                 |                  |                  |

Gardiens :
- Montréal : Plante (60:00).
- LNH : Hall (60:00).

Tirs au but :
- Montréal (39) 17 - 11 - 11
- LNH (27) 07 - 08 - 12

Arbitres : Eddie Powers
Juges de ligne : George Hayes, William Morrison